# LRCH4
LRCH4‏ (Leucine rich repeats and calponin homology domain containing 4) هوَ بروتين يُشَفر بواسطة جين LRCH4 في الإنسان.